# Lhota pod Radčem
Lhota pod Radčem – wieś i gmina w Czechach, w powiecie Rokycany, w kraju pilzneńskim. Według danych z dnia 1 stycznia 2013 liczyła 312 mieszkańców.